# Camille Chautemps
Camille Chautemps, född 1 februari 1885, död 1 juli 1963, var en fransk politiker. Han var son till Émile Chautemps.
Chautempts var juris doktor och advokat. 1917 blev han borgmästare i Tours, där han visade sig som en god administratör. 1919 blev han deputerad, och vicepresident för Radikala partiet. 1924 utnämndes han till inrikesminister i Édouard Herriots ministär, och 1925-1926 justitieminister i Aristide Briands. Chautemps blev i december 1929 erbjuden att inträda i André Tardieus ministär, men avstod av partidisciplinära skäl. I februari 1930 fick han själv uppdrag att bilda ministär, men blev tvungen att avgå redan efter en vecka. Under de många striderna inom det radikala partiet från 1926 intog Chautemps en medlande ställning mellan Édouard Herriot, Joseph Caillaux och Édouard Daladier. Då Daladier som partiordförande försökte framdriva en mer markerad orientering åt vänster, erhöll han majoriteten av de radikala parlamentarikerna emot sig. I januari 1930 blev därefter Chautemps i hans ställe ordförande i radikalsocialisternas deputeradegrupp.